# Petri Hulkko
Petri Hulkko, född 1961, är generallöjtnant och nuvarande kommendör för den finländska armén, motsvarande arméchef i Sverige.